# Filaret Obłazicki
Filaret, nazwisko świeckie Obłazicki, także spotykany wariant Obłaźnicki (zm. 1533) – prawosławny biskup chełmski.

## Życiorys
Był z pochodzenia szlachcicem. Sprawowanie urzędu biskupa chełmskiego rozpoczął w 1507. W latach 1510–1511, z rekomendacji metropolity kijowskiego Józefa i za zgodą królewską administrował także eparchią halicką. W okresie tym został bezprawnie uwięziony przez łacińskiego arcybiskupa lwowskiego Bernarda Wilczka i przez kilka miesięcy był przetrzymywany w jego posiadłości w Dunajowie. Biskupem chełmskim pozostawał do śmierci w 1533. Pochowany w Chełmie.